# Курган (Пермский край)
Курган — посёлок в Чердынском районе Пермского края. Административный центр Усть-Урольского сельского поселения.

## История
Населённый пункт возник в 1947 году. Тогда же здесь был образован Усть-Урольский леспромхоз.

## Географическое положение
Расположен на правом берегу реки Кама, к юго-западу от районного центра, города Чердынь.

## Население
| 2010 |
| ---- |
| 505  |

## Улицы[3]
- Боровая ул.
- Коммунистическая ул.
- Набережная ул.
- Почтовая ул.
- Приречная ул.
- Советская ул.
- Утробина ул.
- Центральная ул.
- Юбилейная ул.

## Топографические карты
- Лист карты P-40-137,138 Курган. Масштаб: 1 : 100 000. Состояние местности на 1982 год. Издание 1988 г.